# 毛炅
毛 炅（もう けい、? - 271年）は、中国三国時代から西晋にかけての武将。益州建寧郡の出身。蜀漢・西晋に仕えた。

## 生涯
蜀漢に仕え安南将軍霍弋の下で牙門将を務めていた。蜀漢が滅亡すると霍弋に従い魏に降伏した。咸熙元年（264年）、交阯で郡吏の呂興が呉に対して反乱を起こすと、交州刺史に任命されていた霍弋は呂興救援のために馬融・楊稷・董元らと共に出陣した。このとき毛炅は雑号将軍に任命された。霍弋の計略に従い楊稷・董元・孟幹・王素らと共に水陸二路から進軍して交州を平定し、呉の派遣した大都督修則・交州刺史劉俊を三度破り、さらに古城においてその首を斬った。さらに数度にわたり交州諸郡に攻め込んだ。毛炅は楊稷によって上表され鬱林太守となった。呉は虞汜を監軍、薛珝を威南将軍・大都督、陶璜を蒼梧太守に任じ、楊稷を防がせた。分水で戦闘となって陶璜を破り、配下の将軍二人を討った。
霍弋が亡くなると、泰始7年（271年）春、呉の孫晧は大都督薛珝・交州刺史陶璜率いる10万の大軍を交阯に派遣した。毛炅は孟岳らと共にこれを防ぐも、封渓において戦闘になり衆寡敵せず敗北した。彼らはわずかな兵とともに交阯に戻り、城を固めた。このとき交阯太守に任命されたが、籠城中で印綬を受け取ることはできなかった。かつて霍弋は「賊軍に包囲されて百日未満で降伏した者は家族を処刑する。百日以上して援軍が到着しなかったならば私が罪を引き受けよう」と語っていたが、城内は百日経たずして兵糧が底を突き、降伏を申し出た。陶璜はそれを許さずに兵糧を与えてまで守らせた。諸将がこれを訝しがると、陶璜は「霍弋はすでに死亡しており、楊稷らを救援することができない。まず期日を満たし、それから降伏を受け入れてやれば、彼らは罪を被ることがなく、義を立てることになる。内向きには百姓への教育になり、外向きには隣国を懐柔することになるのだ」と言った。期日になって食糧が底を突き、援軍も到着しなかったので、陶璜に改めて降伏した。
修則の子の修允は仇討ちを望んだが、陶璜は毛炅の勇名を惜しんで助命しようとした。ところが、毛炅には降伏するつもりはなく、陶璜を襲撃しようとしていたことが発覚した。陶璜は怒って彼を捕らえ「晋の賊徒め」と罵倒した。毛炅は声を荒らげて「呉の狗め、賊徒とは誰のことだ？」と言った。脩允が彼の腹を割いて「まだ悪さを働くつもりか？」と言うと、毛炅は「私の願いはお前たちの主人孫晧を殺すことだ。お前の父はなぜ狗のために死んだのだ？」と罵りながら死んだ。
司馬炎はこれを聞き、毛炅の長男に爵位を継がせ、庶子三人を関内侯に封じた。